# Les Cannibales
Pour les articles homonymes, voir Les Cannibales (film, 1970).
Pour plus de détails, voir Fiche technique et Distribution.
Les Cannibales (Os Canibais) est un film portugais réalisé par Manoel de Oliveira, sorti en 1988. 
Il fait partie de la sélection officielle au Festival de Cannes 1988.

## Fiche technique
- Titre original : Os Canibais
- Titre français : Les Cannibales
- Réalisation : Manoel de Oliveira
- Scénario : Manoel de Oliveira d'après Álvaro Carvalhal
- Pays d'origine : Portugal
- Format : Couleurs - 35 mm - 1,66:1 - Dolby
- Genre : Film dramatique, Film musical
- Durée : 98 minutes
- Date de sortie : 1988

## Distribution
- Luís Miguel Cintra : Viscount d'Aveleda
- Leonor Silveira : Margarida
- Diogo Dória : Don João
- Pedro T. da Silva : Niccolo
- Rogério Samora : Peralta

## Récompenses et distinctions
- Prix de l'Âge d'or 1988